# MOTOWN PARADISE
『MOTOWN PARADISE』（モータウンパラダイス）は、1992年4月4日（4月3日深夜）から1993年6月26日（6月25日深夜）まで東海テレビで放送されていた音楽番組である。同局自主編成の深夜番組放送枠『スーパーフライデー25』第1部の番組として放送。

## 概要
ラッツ&スターの鈴木雅之が司会を務めていた深夜番組で、彼が毎回ゲストのJ-POP系ミュージシャンたちと音楽トークや恋愛トークなどを繰り広げていた。"MOTOWN" とはアメリカの自動車産業都市・デトロイトの通称 "Motor Town" を略したもので、東海テレビ本社所在地の愛知県も同様に自動車産業が盛んなことに因んでいる。すなわち、日本のMOTOWNが発信する音楽番組であることを意味していた。
この番組の最終回をもって『スーパーフライデー25』枠から東海テレビの自社製作番組が消滅し、以後はすべてフジテレビや関西テレビなどからのネット受け番組で賄う形になった。

## 放送時間
いずれも日本標準時。
- 土曜 1:20 - 2:15 （金曜深夜、1992年4月4日 - 1993年3月27日）
- 土曜 1:25 - 2:20 （金曜深夜、1993年4月3日 - 1993年6月26日） - 『FNN NEWSCOM』の放送枠拡大に伴い、以後は5分遅れで放送。

## 出演者
- 鈴木雅之（ラッツ&スター）
- 久宝留理子
- 羽田和世

## 主な放送内容
クラブマティーニ
鈴木がその日のゲストミュージシャンと音楽や恋愛などについて語りあっていたコーナー。初回のゲストは、鈴木に楽曲提供をしたこともある安藤秀樹。
チャートフラッシュ
羽田が当時の最新ヒットチャートを紹介していたコーナー。
スペシャルインタビュー
久宝が上記「クラブマティーニ」のコーナーに出演したミュージシャンとは別の人物にインタビューしていたコーナー。初回のゲストは憂歌団。